# Михаило Ћуповић
Михаило Ћуповић (надимак Чика Ћупо; Мокра Гора, 13. септембар 1934 — Чајетина, 13. септембар 2004) био је познати златиборски пјесник.
Живио је и радио у Чајетини, гдје је и умро 12. септембра 2004. године. Позната дјела су му збирке пјесама „И ја дижем два прста“, „Са извора Златибора“, „Увек заједно“, „Планина“, „Венац од ливадског цвећа“, „Хајде, деда, коњ ми буди“, „Најлепша је љубав поред реке“, драма „Немојте крвавити реку“, ратна драма „Ћутећи су говориле“ и монодрама „Земља“. Пјесме су му превођене и компоноване. Добитник је многих признања, међу којима је награда „Пјесници Републици“, расписана поводом тридесетогодишњице АВНОЈ-а у Јајцу.
За живота био је омиљен на свом родном Златибору и често је проглашаван највећим завичајним пјесником. Био је скроман и увијек добро расположен и насмијан. Волио је све људе, а највише дјецу, којима је посветио већи дио својих пјесама. Писао је и пјесме посвећене љубави, сељаку и људима, партизанској борби и своме завичају.
У оквиру Библиотеке „Љубиша Р. Ђенић” из Чајетине основана је Фондација „Михаило Ћуповић”, ради трајног очувања и неговања успомене на његов рад. Фондација је основана Одлуком Управног одбора библиотеке, бр. 02 од 18. марта 2005. године.